# Luftbombardementer af Flensborg
Luftbombardementerne af Flensborg foregik i den tyske grænseby Flensborg flere gange under anden verdenskrig. I alt mistede 176 flensborgere livet som følge af bombeangrebene. 251 blev såret og 119 allierede flymaskiner blev skudt ned eller styretede ned.
Allerede i sommeren 1940 begyndte briterne at operere i tysk luftrum. Samme år faldt også de første bomber på Flensborg. Målene var især militære anlæg, havnen og flyvepladsen i Skæferhus. Allerede ved et britisk luftangreb den 20. november 1940 på Skibbroen og byens vestlige højdedrag omkom to marinesoldater. Ved en af de sidste luftangreb på byen den 2. og 3. maj 1945 mistede igen 56 menesker livet.
Det værste angreb fandt sted den den 19. maj 1943. Angrebet var et led i en kampagne mod tyske ubådsværfter og fulgte efter bombardementer af havnene i Kiel, Emden og Wilhelmshaven. I Flensborg udløste 55 amerikanske bombefly mere end 500 bomber over skibsværftet og de omkringliggende virksomheder, også tilstødende beboelseskvarterer i byens nordlige del blev ramt. Godt 1.500 flensborgere blev hjemløse, 121 blev såret og 82 mistede livet. 14 boligejendomme blev totalskadet, 52 blev stærkt beskadiget. Blandt de dræbte var også 24 danske sydslesvigere, hvoraf 14 var børnehavebørn. De blev dræbt, efter at en bombe ramte det anviste beskyttelsesrum i nærheden af den danske børnehave i Batterigade (Ingridhjemmet) i Nordstaden. I dag minder et fællesmonument på Fredshøj Kirkegård i Flensborg om de dræbte børn.
Selvom byen med sin størrelse, beliggenhed og skibsværftet har været et primært bombemål, undslap den dog de voldsomme områdebombninger, som så mange andre tyske byer led under. Det viste sig senere, at to større bombeangreb allerede var iværksat, men i sidste øjeblik blev forhindret på grund af dårlige vejrforhold og navigationsfejl. Det første større angreb skulle finde sted natten mellem den 18. og 19. august 1942 med deltagelse af 118 britiske bomberfly. I en første angrebsbølge skulle målene i den centrale by markeres med lys-, spræng- og brandbomber. I en anden bølge skulle områdebombningen (area bombing) finde sted. Som før Lybæk og Rostock skulle nu det indre Flensborg ødelægges af en ildebrand. Men byen blev skånet. Bombeflyene blev drevet nordpå på grund af vinddrift og markerede et forkert målområde på halvøen Sundeved mellem Aabenraa og Sønderborg, hvor hovedparten af bomberne faldt på åben mark. Så sent som den 23. april 1945 var 148 Lancaster-bombere igen lettet for at bombardere den indre by omkring stationen og havneområdet. Dog hele den jyske halvø var skjult under et tæt skydække, så at bombeflyvene i sidste øjeblik vendte tilbage. Ifølge den dansk-sydslesvigske forfatter Niels Bøgh-Andersen blev en allerede planlagt større bombardement af byen i de sidste krigsuger forhindret af en kreds af danskere, som på dette tidspunkt opholdt sig i London - og som blandt andet drøftede med briterne Sydslesvigs status efter krigen.